# 玉川橋 (都幾川)
玉川橋 （たまがわばし）は、埼玉県比企郡ときがわ町大字玉川を流れる都幾川に架かる埼玉県道171号ときがわ坂戸線、および埼玉県道173号ときがわ熊谷線の道路橋。

## 概要
ときがわ町玉川地内に所在する。由来は橋のある場所の旧村名玉川郷（後の玉川村）からである。県内最古のアーチ橋である現行の橋は1921年（大正10年）竣工で築造からは間もなく100年が経とうとしている。ただし高欄は建設当時の物ではなく、過去2回交換され、現行のものは1988年（昭和63年）に改築された3代目の物である。橋長は32.4メートル、幅員は5.75メートル、支間長は24.3メートルの上路式の開腹アーチ橋である。アーチリブの高さは2.27メートル（7.5尺）である。歩道は下流側に設置されている。また、橋の左岸側袂に「玉川小学校前歩道橋」が設置されている。小川町駅や武蔵嵐山駅からときがわ町役場を経由するイーグルバスが委託運行する「ときがわ町路線バス」のと02・06系統路線の走行経路である。
土木学会選奨土木遺産に選定されている。また、特定非営利活動法人シビルまちづくりステーション（旧称ＩＴステーション市民と建設）による「関東地域の橋百選」の一つに選出されている。
玉川橋の下流側にはバイパス道路として「玉川バイパス」が開通、渡河地点に新玉川橋が架橋されている。
2024年6月13日BSフジ放送の『絶景 日本の橋』で本橋が取り上げられた。

## 歴史
橋が架けられている地点には明治期以前（江戸期）より板橋が架けられていたが、大水の度に流失が繰り返えされ、それに耐えうるものではなかった。大水に左右されない橋は村民の長年の悲願であった。

### 1879年の橋

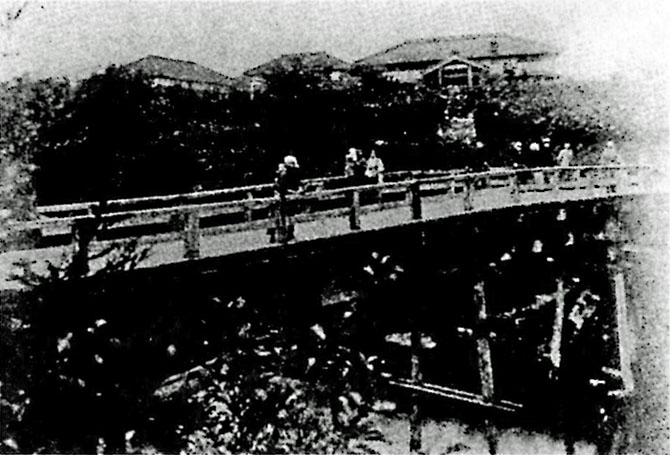
木造の玉川橋

初代の橋は民間からの寄付を財源として1879年（明治12年）12月26日に竣工された木造刎橋である。橋の基礎に天然石が使用され、橋の高さは両岸より2丈（約6.06メートル）であった。この橋は別名で高橋とも呼ばれ、通行料を徴収する賃取橋で、埼玉県の賃取橋では4番目に早く開通している。
架橋場所は国土地理院の明治40年測図、明治43年1月30日発行の地形図『1/50000 熊谷』によると現在の橋の少し上流側に架けられていた。
橋が木製でもあり橋の部材が傷みやすく、保全の問題のほか、重量物を搭載した荷馬車の往来など当初の想定を上回る需要のため、1901年（明治34年）、1906年（明治39年）、191年（明治44年）、1912年（大正元年）、1914年（大正3年）に橋脚や床板などの部分的な修繕が繰り返されたが、その後橋体そのものが腐朽し、全面的な改修に迫られた。

### 1921年の橋

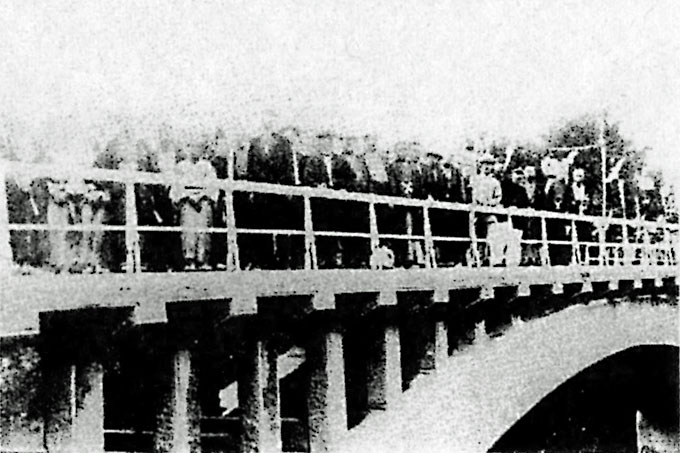
竣工当時の玉川橋。高欄は現在の物とは異なる。

玉川村は県知事に橋の架け替えを請願した結果、県の直轄事業に採用され、埼玉県初となるコンクリート拱橋として架け換えられる事となった。
橋は当時の金額で19,048円（総工費18,621円）の土木予算が組まれ随意契約を行って1921年（大正10年）1月15日に起工され、途中床版鉄筋の増量や防水に用いるアスファルトコンクリート舗装などの一部仕様変更を行ない、同年12月8日に竣工された。橋長は31.8メートル、幅員は4.8メートル。高欄は形鋼（平鋼や角鋼）を使用して組まれた簡素な物であった。
その後施工年代は不明だが、橋体が改修され、橋のアーチリブや床版などにモルタル吹き付け工事が行なわれた。交通量の増加に伴い、高欄もガードレールに交換された。なお、改築前の高欄の一部（親柱）が右岸側の橋の袂に投棄されていた。また、橋の竣工当時は歩道がなかったため、後付けでコンクリート桁橋の歩道橋が下流側に密接するように設置され、従前の橋と一体化している。橋長は32.4メートルと若干伸び、幅員は現在の5.75メートルに拡幅されている。
1988年（昭和63年）3月にRC施工で半円形の金属製で、旧玉川村の花であるサツキがあしらわれた意匠の高欄に改築されている。下流側には渡河地点に新玉川橋を含む玉川坂戸線の「玉川バイパス」が建設され、2003年（平成15年）11月26日に開通した。開通したことにより、当橋を利用する交通量が減少した。
2006年（平成18年）2月1日に玉川村は比企郡都幾川村と合併し、橋の所在地が比企郡ときがわ町となった。それに伴い2007年（平成19年）4月1日に路線名が変更され、埼玉県道171号玉川坂戸線は「埼玉県道171号ときがわ坂戸線」へ、埼玉県道173号玉川熊谷線は「埼玉県道173号ときがわ熊谷線」へそれぞれ変更された。
2017年度には埼玉県最初のRCアーチ橋、景観上も優れた貴重な土木遺産として土木学会選奨土木遺産に選出された。横断歩道橋下の橋詰に案内看板も設置されている。

## 周辺
橋付近の都幾川は「S」の字状に曲がりくねった穿入蛇行地形で、明治40年測図の地形図『1/50000 熊谷』では緩い「S」の字状であった。橋の上流側には河畔林が見られる
橋の周辺はときがわ町、およびかつての玉川村の中心地であり、多数の公共施設が立地する。
- ときがわ町役場（旧玉川村役場）[16]
- ときがわ町立玉川小学校
- ときがわ町立玉川中学校
- ときがわ花菖蒲園
- 玉川公民館
- ときがわ町トレーニングセンター
- ときがわ町 文化センター・アスピアたまがわ
- 小川消防署ときがわ
- 保健センター
- 玉川郵便局

## 隣の橋
- 都幾川

八高線都幾川橋梁 - 破岩橋 - 玉川橋 - 新玉川橋 - 坪ノ内橋